# Bel Air, Maryland

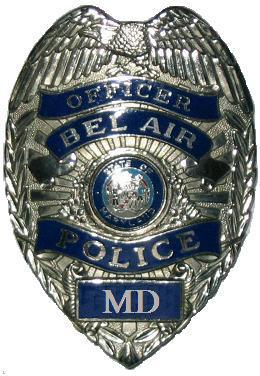
Polisbricka för polisen i Bel Air.

Bel Air är administrativ huvudort i Harford County i den amerikanska delstaten Maryland med 10 120 invånare (2010).
Området där Bel Air grundades hette ursprungligen Scott's Old Fields. I mars 1782 beslutades det om grundadet av en ny administrativ huvudort i Harford County och orten fick heta Belle Aire. Namnet blev till Bel Air i två etapper omkring sekelskiftet 1900, först förkortades det till Belle Air och några år senare till det nuvarande namnformet. Sin status som town fick orten år 1874.
En av ortens sevärdheter är Hays House från år 1788 som numera fungerar som museum. En annan historisk sevärdhet är gården Rockfield Manor från år 1782.

## Kända personer från Bel Air
- John Wilkes Booth, skådespelare, Abraham Lincolns mördare
- Augustus Bradford, politiker, guvernör i Maryland 1862-1866